# کاکورو

یک جدول کاکورو ساده حل نشده

کاکورو (به ژاپنی: カックロ) یک بازی منطقی عددی ژاپنی است که در سال‌های اخیر با استقبال رو‌‌به‌رو شده ‌است.

## پیشینه
کاکورو به شکل کنونی و به طور فراگیر، در سال ۲۰۰۵ توسط روزنامه‌ی انگلیسی گاردین منتشر شد.

## جدول و حل
هر جدول کاکورو از چند سطر و ستون تشکیل شده و می‌تواند ابعاد مختلفی داشته باشد. در سمت چپ هر سطر یا بالای هر ستون، یک عدد قید شده که نشانگر مجموع اعداد آن سطر یا ستون است. برای حل جدول باید از بین اعداد ۱ تا ۹، باید اعداد مناسب برای هر سطر یا ستون طوری انتخاب شوند که بدون تکرار هیچ رقمی در هر سطر یا ستون، مجموع آن‌ها با عدد نشان داده شده در ابتدای سطر یا ستون یکسان باشد.